# Thladiantha grandisepala
Thladiantha grandisepala är en gurkväxtart som beskrevs av An Min g Lu och Zhi Y. Zhang. Thladiantha grandisepala ingår i släktet berggurkor, och familjen gurkväxter. Inga underarter finns listade i Catalogue of Life.